# Liste der Getränkemarken der Coca-Cola Company im deutschsprachigen Raum

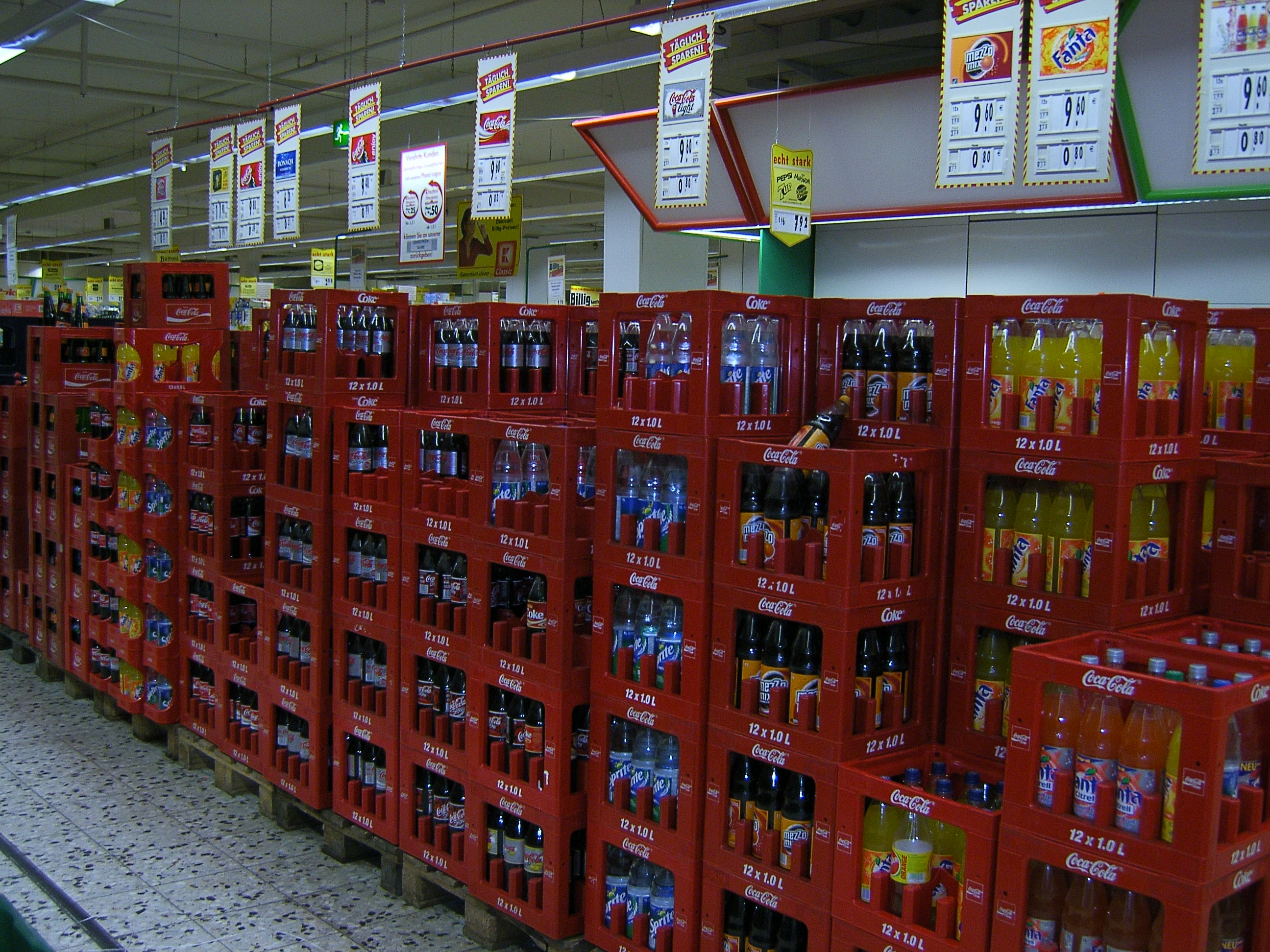
Verkauf von Coca-Cola-Produkten

Der Vertrieb von Getränkemarken der Coca-Cola Company unterscheidet sich von Land zu Land. Die international bekanntesten Produkte sind Coca-Cola, Fanta und Sprite.
In Deutschland ist die Coca-Cola Company seit 1929 durch ihre Tochtergesellschaft, der Coca-Cola GmbH sowie der Coca-Cola European Partners Deutschland GmbH (CCEP DE) vertreten. Die Coca-Cola GmbH ist unter anderem für Marketing, Markenführung sowie Produkt- und Packungsentwicklung zuständig. Die Coca-Cola European Partners Deutschland GmbH, als alleiniger deutscher Konzessionär für Coca-Cola, ist verantwortlich für die Produktion und den Vertrieb der Getränke und ist damit das größte deutsche Getränkeunternehmen. Beide Unternehmen haben ihren gemeinsamen Hauptsitz in Berlin.
In der Schweiz und Österreich wird die Coca-Cola Company durch die Coca-Cola HBC vertreten, die die Produkte in Lizenz produziert und vertreibt.

## Deutschland

### Aktuelles Sortiment in Deutschland
Stand: 2021
| Logo        | Einführung | Name                                     | Namensänderung/Information |
| Coca-Cola   | Coca-Cola  | Coca-Cola                                | Coca-Cola |
| ----------- | ---------- | ---------------------------------------- | --- |
|             | 1929       | Coca-Cola                                | |
|             | 1983       | Coca-Cola light                          | ab 1992, 1995, 2015 und 2020 jeweils mit neuer Rezeptur |
|             | 1990       | Coca-Cola light koffeinfrei              | neues Design ab 1999 |
|             | 1986       | Coca-Cola Cherry                         | Cherry Coke (1986–1990/1996–2000); Cherry Coca-Cola (1991); Coca-Cola Cherry (seit 2000) |
|             | 2003       | Coke light Lemon                         | Coca-Cola light Plus Lemon C (2008–2010); Coca-Cola light Lemon C (2010–2017) |
|             | 2003       | Coca-Cola Vanilla                        | Vanilla Coke (2003–2006) |
|             | 2008       | Coca-Cola Zero Sugar                     | Coca-Cola Zero (2007 bis Ende 2016) |
|             | 2013       | Coca-Cola zero koffeinfrei               | |
| Fanta       |            |                                          | |
|             | 1940       | Fanta Orange                             | |
|             | 1983       | Fanta Zero                               | Fanta light (1986–2007); Diät Fanta (1983–1986) |
|             | 1986       | Fanta Lemon                              | Fanta Zitrone (1986–2000); Fanta Fresh Lemon (2000–2006); Fanta Lemon (seit 2006) |
|             | 1987       | Fanta Mango                              | Fanta Mango (1987–2003/seit 2011); Fanta World Thailand (2008) |
|             | 1996       | Fanta Mandarine                          | Fanta Mandarinen Limonade (1996–1997); Fanta Mandarine (seit 1997) |
|             | 2012       | Fanta Exotischer Erdbeer Geschmack       | |
|             | 2015       | Fanta Klassik                            | Einführung zum 75. Geburtstag von Fanta, Geschmack (weniger süß) in Anlehnung an das damalige Original |
|             | 2016       | Fanta zero Lemon                         | Fanta Beaches of the World Sunny Lemon ohne Zucker (2012) |
|             | 2016       | Fanta Exotic                             | Fanta Exotic (2002–2004) |
|             | 2021       | Fanta Lemon & Elderflower                | Verkauf nur in 0,33l Dosen |
| mezzo mix   |            |                                          | |
|             | 1973       | mezzo mix                                | koffeinhaltiges Erfrischungsgetränk mit Pflanzenextrakten und Orangengeschmack; zunächst in Deutschland eingeführt; später von der Coca-Cola Company übernommen Die Zutaten sind laut Etikett: Wasser, Zucker, Orangensaft aus Orangensaftkonzentrat (1,5 %), Kohlensäure, Säuerungsmittel: Citronensäure, Farbstoff E 150d, Aroma, Aroma Koffein, Stabilisator E 412. mezzo mix wird nur in Deutschland, Österreich, seit 2009 in der Schweiz (dort in einem Intermezzo auch Mitte der 1990er Jahre) und seit 2010 in Finnland verkauft. In Großbritannien gab es im Jahr 2008 mit Coca-Cola with Orange als limitierte Edition ein ähnliches Getränk. Auch in Japan wurde im Jahr 2010 ein Getränk dieser Geschmacksrichtung herausgebracht, jedoch als Variante von Fanta mit der Bezeichnung FunMix. Laut einer Forsa-Umfrage aus dem Jahr 2010 erklärten rund die Hälfte aller Befragten mezzo mix zur bekanntesten und beliebtesten Cola-Mix-Marke Deutschlands. |
|             | 2007       | mezzo mix zero                           | ohne Zucker |
| Sprite      |            |                                          | |
|             | 1966       | Sprite                                   | Fanta Klare Zitrone (1966–1968); Sprite (seit 1968) |
|             |            | Sprite Zero                              | Sprite Light (bis 2005) |
| Lift        |            |                                          | |
|             | 1996       | Lift Apfel-Schorle                       | heute Apfelschorle bzw. Gespritzter Apfelsaft (Österreich); siehe auch eingestellte Sorten |
|             | 2005       | Lift Apfel-Grapefruit                    | Lift Active (2005–2007) |
| Minute Maid |            |                                          | |
|             |            | Minute Maid Fruitopia 100 % Saft         | |
|             |            | Minute Maid Fruitopia Frühstück to GO    | |
|             |            | Minute Maid Fruitopia Multifrucht        | |
| Powerade    |            |                                          | |
|             |            | Powerade Sports Mountain Blast           | isotonisches Getränk; seit 2001 auf dem Markt |
|             |            | Powerade Sports Wild Cherry              | |
|             |            | Powerade Sports Orange                   | |
|             |            | Powerade Sports Grapefruit-Lemon         | |
|             |            | Powerade Zero Mountain Blast             | |
|             |            | Powerade Zero Red Fruits                 | |
| Fuze Tea    |            |                                          | |
|             | 2018       | Fuze Tea Grüntee Mango-Kamille           | Erfrischungsgetränk auf Basis von Früchtetee und Eistee |
|             | 2018       | Fuze Tea Schwarzer Tee Pfirsich          | |
|             | 2018       | Fuze Tea Schwarzer Tee Pfirsich-Hibiskus | |
|             | 2018       | Fuze Tea Schwarzer Tee Zitrone           | |
| Apollinaris |            |                                          | |
|             |            | Apollinaris Classic                      | |
|             |            | Apollinaris Medium                       | |
|             |            | Apollinaris Selection                    | |
|             |            | Apollinaris Lemon                        | |
|             |            | Apollinaris Big Apple                    | |
|             |            | Apollinaris Active +                     | |
|             |            | Apollinaris Presta Light                 | |
|             | 2007       | ViO                                      | |
|             |            | ViO Medium                               | |
|             |            | Heppinger Extra                          | Heilwasser aus der Heppinger Quelle, ca. ein Kilometer von Apollinaris-Quelle entfernt; von Apollinaris GmbH abgefüllt |

### Nicht mehr im deutschen Sortiment
| Logo                  | Einführung | Einstellung | Name                                                   | Information |
| Coca-Cola             | Coca-Cola  | Coca-Cola   | Coca-Cola                                              | Coca-Cola |
| --------------------- | ---------- | ----------- | ------------------------------------------------------ | --- |
|                       | 1984       | 2010        | Coca-Cola koffeinfrei                                  | |
|                       | 2008       |             | Coca-Cola light Plus Green Tea                         | |
|                       | 2015       | 2017        | Coca-Cola Life                                         | mit Zucker und Stevia gesüßt |
| Fanta                 |            |             |                                                        | |
|                       |            |             |                                                        | → siehe Hauptartikel |
| Bonaqa                |            |             |                                                        | |
|                       | 1988       | 2018        | Bonaqa Classic                                         | Die Marke Bonaqa wurde in Deutschland zum 30. Juni 2018 komplett eingestellt. |
|                       | 1988       | 2018        | Bonaqa Medium                                          | Die Marke Bonaqa wurde in Deutschland zum 30. Juni 2018 komplett eingestellt. |
|                       | 1988       | 2018        | Bonaqa Still                                           | Die Marke Bonaqa wurde in Deutschland zum 30. Juni 2018 komplett eingestellt. |
|                       |            | 2018        | Bonaqa Silver                                          | Die Marke Bonaqa wurde in Deutschland zum 30. Juni 2018 komplett eingestellt. |
|                       | 2004       | 2018        | Bonaqa Fruits Apfel-Birne                              | Die Marke Bonaqa wurde in Deutschland zum 30. Juni 2018 komplett eingestellt. |
|                       | 2004       | 2018        | Bonaqa Fruits Orange-Ananas                            | Die Marke Bonaqa wurde in Deutschland zum 30. Juni 2018 komplett eingestellt. |
|                       | 2008       | 2018        | Bonaqa Fruits Fresh & Spice Mango-Chili                | Die Marke Bonaqa wurde in Deutschland zum 30. Juni 2018 komplett eingestellt. |
|                       | 2008       | 2018        | Bonaqa Fruits Fresh & Spice Apfel-Minze                | Die Marke Bonaqa wurde in Deutschland zum 30. Juni 2018 komplett eingestellt. |
|                       | 2009       | 2018        | Bonaqa Fruits Pfirsich-Maracuja                        | Die Marke Bonaqa wurde in Deutschland zum 30. Juni 2018 komplett eingestellt. |
|                       | 2009       | 2018        | Bonaqa Fruits Zitrone-Passionsfrucht                   | Die Marke Bonaqa wurde in Deutschland zum 30. Juni 2018 komplett eingestellt. |
| Lift                  |            |             |                                                        | |
|                       | 1972       | 1972        | Lift Grapefruit Ananas                                 | nur im Testmarkt |
|                       | 1974       | 1990+       | Lift Zitronen-Limonade                                 | trübe Zitronenlimonade; in Werbegrafik oder der Marke selbst mit dem „L“ als Pfeil nach oben (englisch „lift“, deutsch „hochheben“) |
|                       | 1982       |             | Lift Apfel-Limonade                                    | |
|                       | 1982?      |             | Lift Kräuter-Limonade                                  | |
|                       |            |             | Lift Diät Zitronen-Limonade                            | |
|                       |            |             | Lift light                                             | |
|                       |            | 2004        | Lift Apfel-Cassis-Schorle                              | |
| mezzo mix             |            |             |                                                        | |
|                       | 1995       | 2005        | mezzo mix Zitrone                                      | mangels Erfolgs eingestellt |
|                       | 2013       | 2015        | mezzo mix berry love                                   | limitierte Valentinstagsedition, der bekannte Slogan cola küsst orange wurde entsprechend in cola küsst beere angepasst; seitdem regelmäßig im Frühjahr (Valentinstag) und Herbst für kurze Zeit auf den Markt: Januar 2013, Oktober 2013, Januar 2014, Oktober 2014, Januar 2015 |
| Brausebengel          |            |             |                                                        | |
|                       | 2002       | 2003        | Brausebengel Fassbrause                                | ausschließlich für den Berliner Markt produziert; nach Einführung des Einwegpfandes wieder eingestellt |
| Powerade              |            |             |                                                        | |
|                       |            |             | Powerade Sports Mango                                  | |
|                       |            |             | Powerade Sports Zitrone                                | |
|                       |            |             | Powerade Sports Kiwi-Wassermelone                      | |
|                       |            |             | Powerade Sportswater Lime                              | |
|                       |            |             | Powerade Sportswater Grapefruit                        | |
| Relentless            |            |             |                                                        | |
|                       | 2009       |             | Relentless Origin (Geschmacksrichtung: Tropical)       | Energydrink, Origin gibt es auch als „Energy Shot“ in 50-ml-Flasche. 2009 die regulär erste Getränkedose mit wiederverschließbarem Deckel auf dem deutschen Markt, waren die fruchtsafthaltigen Sorten Devotion und Immortus zunächst nur mit normalem Verschluss erhältlich, da der wiederverschließbare Deckel anfangs noch nicht pasteurisiert werden konnte. Nach der Weiterentwicklung des wiederverschließbaren Deckels konnte dieser ab Anfang 2012 auch bei diesen beiden Sorten eingesetzt werden. Mit der Einführung der Sorten Inferno und Apple & Kiwi wurde ab 2013 aus „unternehmensstrategischen Gründen“ auf den Einsatz wiederverschließbarer Deckels verzichtet, daher beträgt der Inhalt nun 0,5 Liter statt zuvor 0,485 Liter. |
|                       | 2010       |             | Relentless Devotion (Geschmacksrichtung: Orange)       | Energydrink, Origin gibt es auch als „Energy Shot“ in 50-ml-Flasche. 2009 die regulär erste Getränkedose mit wiederverschließbarem Deckel auf dem deutschen Markt, waren die fruchtsafthaltigen Sorten Devotion und Immortus zunächst nur mit normalem Verschluss erhältlich, da der wiederverschließbare Deckel anfangs noch nicht pasteurisiert werden konnte. Nach der Weiterentwicklung des wiederverschließbaren Deckels konnte dieser ab Anfang 2012 auch bei diesen beiden Sorten eingesetzt werden. Mit der Einführung der Sorten Inferno und Apple & Kiwi wurde ab 2013 aus „unternehmensstrategischen Gründen“ auf den Einsatz wiederverschließbarer Deckels verzichtet, daher beträgt der Inhalt nun 0,5 Liter statt zuvor 0,485 Liter. |
|                       | 2012       |             | Relentless Apple & Kiwi (ersetzte Relentless Immortus) | Energydrink, Origin gibt es auch als „Energy Shot“ in 50-ml-Flasche. 2009 die regulär erste Getränkedose mit wiederverschließbarem Deckel auf dem deutschen Markt, waren die fruchtsafthaltigen Sorten Devotion und Immortus zunächst nur mit normalem Verschluss erhältlich, da der wiederverschließbare Deckel anfangs noch nicht pasteurisiert werden konnte. Nach der Weiterentwicklung des wiederverschließbaren Deckels konnte dieser ab Anfang 2012 auch bei diesen beiden Sorten eingesetzt werden. Mit der Einführung der Sorten Inferno und Apple & Kiwi wurde ab 2013 aus „unternehmensstrategischen Gründen“ auf den Einsatz wiederverschließbarer Deckels verzichtet, daher beträgt der Inhalt nun 0,5 Liter statt zuvor 0,485 Liter. |
|                       | 2014       |             | Relentless Lemon Ice (ersetzte Relentless Inferno)     | Energydrink, Origin gibt es auch als „Energy Shot“ in 50-ml-Flasche. 2009 die regulär erste Getränkedose mit wiederverschließbarem Deckel auf dem deutschen Markt, waren die fruchtsafthaltigen Sorten Devotion und Immortus zunächst nur mit normalem Verschluss erhältlich, da der wiederverschließbare Deckel anfangs noch nicht pasteurisiert werden konnte. Nach der Weiterentwicklung des wiederverschließbaren Deckels konnte dieser ab Anfang 2012 auch bei diesen beiden Sorten eingesetzt werden. Mit der Einführung der Sorten Inferno und Apple & Kiwi wurde ab 2013 aus „unternehmensstrategischen Gründen“ auf den Einsatz wiederverschließbarer Deckels verzichtet, daher beträgt der Inhalt nun 0,5 Liter statt zuvor 0,485 Liter. |
| The Spirit of Georgia |            |             |                                                        | |
|                       | 2008       | 2013        | The Spirit of Georgia Green Mango-Kiwi                 | kohlensäurearme Limonade in den Geschmacksrichtungen Blutorange-Kaktusfeige, Mango-Kiwi und bis Anfang 2010 Zitrone-Wacholderbeere, ersetzt durch Pfirsich-Limette; speziell für Erwachsene und den deutschen Markt entwickelt, um dem damaligen Erfolg von Bionade etwas entgegenzusetzen; ohne weitere Informationen eingestellt. |
|                       | 2010       | 2013        | The Spirit of Georgia Peach-Limette                    | kohlensäurearme Limonade in den Geschmacksrichtungen Blutorange-Kaktusfeige, Mango-Kiwi und bis Anfang 2010 Zitrone-Wacholderbeere, ersetzt durch Pfirsich-Limette; speziell für Erwachsene und den deutschen Markt entwickelt, um dem damaligen Erfolg von Bionade etwas entgegenzusetzen; ohne weitere Informationen eingestellt. |
| burn                  |            |             |                                                        | |
|                       |            | 2009        | burn                                                   | ersetzt durch Relentless |
| Colette Cola          |            |             |                                                        | |
|                       |            |             | Colette Cola                                           | Vertrieb nur in der Deutschen Demokratischen Republik |
| ípsei                 |            |             |                                                        | |
|                       |            | 2005        | ípsei                                                  | kohlensäurefreies „Gesundheits-Getränk“ aus Wasser, Zucker, Traubensaftkonzentrat, Säuerungsmittel Zitronensäure, Rooibos-Extrakt, Aroma, Natriumchlorid, Anthocyane (Farbstoff), Säureregulatoren, Calciumphosphat und Kaliumphosphat, Weintraubenextrakt und Vitaminen (Niacin, E, B6, B12, Biotin) |
| mInAQUA               |            |             |                                                        | |
|                       | 1980       |             | mInAQUA                                                | mit Kohlensäure versetztes Mineralwasser aus unterschiedlichen Quellen: - Allmend-Quelle - Durstina-Brunnen - Perlini-Quelle - Schönborn-Quelle |
| Qoo                   |            |             |                                                        | |
|                       |            | 2005        | Qoo                                                    | Fruchtsaftgetränk; Geschmacksrichtungen Apfel, Orange, Kirsche und Erdbeere, Zielgruppe waren 6- bis 12-Jährige |
| Rosalta Orange        |            |             |                                                        | |
|                       | 1975       |             | Rosalta Orange                                         | Fruchtsaftgetränk ohne Kohlensäure, in 0,2- und 1-Liter-Glasflasche |
| Sperletta             |            |             |                                                        | |
|                       | 1975       |             | Orangenlimonade                                        | Sperletta war eine Marke für Limonaden, grüne Glas-Mehrwegflaschen zu 0,33 l und 1,0 l |
|                       | 1975       |             | Zitronenlimonade                                       | Sperletta war eine Marke für Limonaden, grüne Glas-Mehrwegflaschen zu 0,33 l und 1,0 l |
|                       | 1975       |             | klare Limonade mit Zitronenauszug                      | Sperletta war eine Marke für Limonaden, grüne Glas-Mehrwegflaschen zu 0,33 l und 1,0 l |
| Splash                |            |             |                                                        | |
|                       | 1996       |             | Splash                                                 | Erfrischungsgetränk ohne Kohlensäure im 0,2-Liter-Trinkpäckchen („Bingo-Box“), indirekter Nachfolger von Fanta still, Zielgruppe Kinder: - Orange - Birne - Himbeere - Kirsche |
| Sports Aquarius       |            |             |                                                        | |
|                       | 1989       | 2000        | Sports Aquarius                                        | isotonisches Sportgetränk |
| Sprite                |            |             |                                                        | |
|                       | 2018       | 2018        | Sprite Mint zero                                       | limitierte Sommersorte |
| T-9 Tonic Water       |            |             |                                                        | |
|                       | 1969       |             | T-9 Tonic Water                                        | chinin- und kohlensäurehaltiges bitter-herbes Erfrischungsgetränk; in 0,25-Liter-Glasflasche |
| Urbacher              |            |             |                                                        | |
|                       |            |             | Urbacher Mineralwasser Classic                         | |
|                       |            |             | Urbacher Mineralwasser Medium                          | |
|                       |            |             | Urbacher Mineralwasser Gourmet                         | |
|                       |            |             | Urbacher Mineralwasser Gourmet Still                   | |
|                       |            |             | Urbacher F-ACE Vitamindrink Orange-Nektarine           | |
|                       |            |             | Urbacher Sport Grapefruit-Zitrone                      | |
|                       |            |             | Urbacher Apfelschorle                                  | |
|                       |            |             | Urbacher Rote Schorle                                  | |
|                       |            |             | Urbacher Orange                                        | |
|                       |            |             | Urbacher Klare Zitrone                                 | |
|                       |            |             | Urbacher Trübe Zitrone                                 | |
|                       |            |             | Urbacher Cola-Mix                                      | |
|                       |            |             | Urbacher Blutorange                                    | |
|                       |            |             | Urbacher Apfel-Holler                                  | |
|                       |            |             | Urbacher Drive Light Orange-Maracuja-Kiwi              | |
|                       |            |             | Urbacher Drive Light Grapefruit                        | |
|                       |            |             | Schurwald Mineralwasser Classic                        | |
|                       |            |             | Schurwald Mineralwasser Medium                         | |
|                       |            |             | Schurwald Mineralwasser Still                          | |
|                       |            |             | Schurwald Silber                                       | |
|                       |            |             | Schurwald Gold                                         | |
|                       |            |             | Schurwald Limette                                      | |
|                       |            |             | Schurwald Mandarina                                    | |
|                       |            |             | Schurwald Cola-Mix                                     | |

## Österreich

### Aktuelles Sortiment in Österreich
| Logo             | Einführung | Name                                                                 | Informationen |
| ---------------- | ---------- | -------------------------------------------------------------------- | --- |
| Coca-Cola        |            |                                                                      | |
|                  | 1929       | Coca-Cola Classic                                                    | |
|                  | 2007       | Coca-Cola Zero                                                       | |
|                  | 1983       | Coca-Cola Light                                                      | |
|                  | 2018       | Coca-Cola Zero Lemon                                                 | |
| Coca-Cola Energy |            |                                                                      | |
|                  |            | Coca-Cola Energy                                                     | |
|                  |            | Coca-Cola Energy Zero                                                | |
| Fanta            |            |                                                                      | |
|                  |            | Fanta Orange                                                         | |
|                  |            | Fanta Orange Zero                                                    | |
|                  |            | Fanta Lemon Zero                                                     | |
|                  |            | Sprite                                                               | |
| Royal Bliss      |            |                                                                      | |
|                  |            | Royal Bliss Bohemian Berry Sensation                                 | |
|                  |            | Royal Bliss Creative Tonic                                           | |
|                  |            | Royal Bliss Ginger Beer                                              | |
|                  |            | Royal Bliss Ironic Lemon                                             | |
|                  |            | Royal Bliss Yuzu Sensation Tonic Water                               | |
| Cappy            |            |                                                                      | |
|                  |            | Cappy Schwarze Johannisbeere                                         | |
|                  |            | Cappy Erdbeere-Mix                                                   | |
|                  |            | Cappy Marille                                                        | |
|                  |            | Cappy Multivitamin                                                   | |
|                  |            | Cappy Orange                                                         | |
|                  |            | Cappy Apfel 100%                                                     | |
|                  |            | Cappy G'spritzt Orange                                               | |
|                  |            | Cappy G'spritzt Apfel                                                | |
|                  |            | Cappy Ice Fruit Orange Mix – Frucht-Mix-Getränk mit Kaktus-Geschmack | |
| Mezzo Mix        |            |                                                                      | |
|                  |            | Mezzo Mix                                                            | |
| Powerade         |            |                                                                      | |
|                  |            | Powerade Mountain Blast                                              | |
| Römerquelle      |            |                                                                      | |
|                  |            | Römerquelle                                                          | Mineralwasser in den Geschmacksrichtungen prickelnd, mild, still                                                                                         |
|                  |            | Römerquelle fruity                                                   | natürliches Fruchtpüree und natürlichen Fruchtsaft mit milden Römerquelle Mineralwasser in den Geschmacksrichtungen Birne-Brombeere und Gurke-Zitrone    |
|                  |            | Römerquelle bio limo leicht                                          | Mineralwasser mit Anteilen biologisch angebauter Früchte, ohne Süßungsmittel, Geschmacksrichtungen Orange-Mango-Passionsfrucht und Zitrone-Limette-Minze |
|                  |            | Römerquelle Emotion                                                  | Wellnessgetränk in sechs Geschmacksrichtungen. |
|                  |            | Römerquelle fresh                                                    | Mineralwasser mit Fruchtaroma, ohne Zucker, ohne Süßungsmittel, ohne Kalorie. Geschmacksrichtungen: Zitrone und Himbeere-Limette.                        |
| Glaceau          |            |                                                                      | |
|                  |            | Glaceau smartwater still                                             | |
| Fuzetea          |            |                                                                      | |
|                  |            | Fuze Tea Grüntee Mango-Kamille                                       | Fuze Tea ist eine 2018 eingeführte Marke für Erfrischungsgetränke auf Basis von Früchtetee und Eistee.                                                   |
|                  |            | Fuze Tea Schwarzer Tee Pfirsich                                      | |
|                  |            | Fuze Tea Schwarzer Tee Pfirsich-Hibiskus                             | |
|                  |            | Fuze Tea Schwarzer Tee Zitrone                                       | |
| AdeZ             |            |                                                                      | |
|                  |            | AdeZ Amazing Almond                                                  | |
|                  | 2019       | AdeZ Chilling Coconut                                                | |
| Kinley           |            |                                                                      | |
|                  |            | Kinley                                                               | Kohlensäurehaltige Wasser mit den Geschmacksrichtungen Tonic Water, Ginger Ale, Bitter Rose und Bitter Lemon                                             |

## Schweiz

### Aktuelles Sortiment in der Schweiz
| Logo | Einführung | Name                              | Sorte                                                                               | Sonstiges |
| ---- | ---------- | --------------------------------- | ----------------------------------------------------------------------------------- | --- |
|      | 1936       | Coca-Cola Original                | Cola (klassisch)                                                                    | |
|      | 2007       | Coca-Cola zero (Zucker)           | Cola (ohne Zucker)                                                                  | |
|      | 2007       | Coca-Cola zero (Koffein)          | Cola (koffeinfrei)                                                                  | |
|      | 1984       | Coca-Cola light                   | Cola (energiereduziert)                                                             | |
|      | 2015       | Coca-Cola Life                    | Cola mit spezieller Rezeptur                                                        | Produktion und Vertrieb 2018 eingestellt                                                                            |
|      |            | Coca-Cola Cherry                  | Cola mit Kirschgeschmack                                                            | |
|      |            | Coca-Cola Vanille                 | Cola mit Vanille Geschmack                                                          | |
|      | 1965       | Fanta Orange                      | Erfrischungsgetränk mit Orange-Geschmack                                            | |
|      |            | Fanta Orange zero                 | Erfrischungsgetränk mit Orange-Geschmack ohne Zucker                                | |
|      |            | Fanta Lemon                       | Erfrischungsgetränk mit Zitronen-Geschmack                                          | |
|      |            | Fanta Mango                       | Erfrischungsgetränk mit Mango-Geschmack                                             | |
|      |            | Fanta Pink Grapefruit             | Erfrischungsgetränk mit Grapefruit-Geschmack ohne Zucker                            | |
|      |            | Fanta Shokata                     | Erfrischungsgetränk mit Zitronengeschmack und Holunderblütengeschmack               | |
|      | 1968       | Sprite                            | Erfrischungsgetränk mit Zitronengeschmack                                           | |
|      |            | Sprite zero                       | Erfrischungsgetränk mit Zitronengeschmack ohne Zucker                               | |
|      |            | Mezzo mix                         | Erfrischungsgetränk (Mischung zwischen Coca-Cola und Fanta)                         | |
|      |            | Cappy Schorle                     | Apfelschorle                                                                        | |
|      | 1973       | Kinley                            | Kohlensäurehaltige Wasser mit den Geschmacksrichtungen Tonic Water und Bitter Lemon | |
|      | 2018       | FUSETEA Lemon Lemongrass          | Eistee mit Schwarztee-Extrakt und Zitronensaft aus Konzentrat                       | Nachfolger von Nestea Lemon                                                                                         |
|      | 2018       | FUSETEA Peach Hibiscus            | Eistee mit Schwarztee-Extrakt und Pfirsichsaft aus Konzentrat                       | Nachfolger von Nestea Peach                                                                                         |
|      | 2018       | FUSETEA Green Tea Mango Chamomile | Eistee aus Grüntee-Extrakt und Mangosaft aus Konzentrat                             | |
|      | 2018       | FUSETEA Lemon zero                | Eistee mit Schwarztee-Extrakt und Zitronensaft aus Konzentrat ohne Zucker           | |
|      | 2018       | FUSETEA Peach zero                | Eistee mit Schwarztee-Extrakt und Pfirsichsaft aus Konzentrat ohne Zucker           | |
|      |            | Powerade Mountain Blast           | isotonisches Sportgetränk mit Beerengeschmack                                       | |
|      |            | Powerade Orange                   | isotonisches Sportgetränk mit Orange-Geschmack                                      | |
|      |            | Powerade Blood Orange             | isotonisches Sportgetränk mit Blutorangen-Geschmack                                 | |
|      |            | Valser Prickelnd                  | Mineralwasser mit Kohlensäure                                                       | |
|      |            | Valser Silence                    | Mineralwasser ohne Kohlensäure                                                      | |
|      |            | Valser Naturelle                  | Mineralwasser ohne Kohlensäure                                                      | |
|      | 1990       | Valser Limelite                   | Mineralwasser aus natürlichem Fruchtextrakt aus Zitronen mit Kohlensäure            | |
|      | 2017       | Valser Menthe                     | Mineralwasser aus natürlichem Minze-Aroma mit Kohlensäure                           | |
|      | 2005       | Valser Viva Birne & Melisse       | Tafelwasser mit Birnen- und Melissen-Aroma, kohlensäurehaltig                       | |
|      | 2005       | Valser Viva Mango & Guave         | Tafelwasser mit Mango und Guave-Aroma, kohlensäurehaltig                            | |
|      | 2005       | Valser Viva Rhabarber & Minze     | Tafelwasser mit Rhabarber und Minzen-Aroma, kohlensäurehaltig                       | |
|      | 2005       | Valser Viva Zitrone & Kräuter     | Tafelwasser mit Zitronen und Kräuter-Aroma, kohlensäurehaltig                       | |
|      |            | Monster Energy                    | Energydrink (klassisch)                                                             | |
|      | 2017       | Monster Ultra                     | Energydrink mit veränderter Rezeptur                                                | |
|      |            | Monster Rehab                     | Energydrink mit Tee, Zitrone und Elektrolyten ohne Kohlensäure                      | |
|      |            | Monster The Doctor                | Energydrink mit Zitrusgeschmack                                                     | |
|      | 2017       | Lavazza (alle Sorten)             | Kaffee                                                                              | Seit dem 1. Januar 2017 hat Coca‑Cola HBC den exklusiven Vertrieb aller Lavazza-Produkte in der Schweiz übernommen. |

## Weitere Produkte
Die weiteren von der Coca-Cola Company vertriebenen Getränkemarken sind alphabetisch sortiert.

### Aquarius
Aquarius ist ein mineralstoffhaltiges Sportgetränk. Es wurde erstmals 1983 in Japan eingeführt. 1992 war es das offizielle Getränk der Olympischen Spiele in Barcelona.
- Produkte:
  - Sportgetränk
  - Mineralwasser (in Brasilien)

### CHAQWA
Chaqwa sind Kaffee-, Tee- und Kakaoheißgetränke, die im Automatenverkauf zum Tragen kommen.

### GLACÉAU vitaminwater
GLACÉAU vitaminwater sind mineralstoff- und vitaminhaltige energiereduzierte Erfrischungsgetränke in verschiedenen Zusammensetzungen und Geschmacksrichtungen. Es hat seinen Ursprung in den USA und ist in einigen wenigen weiteren Ländern und weiteren Geschmacksrichtungen erhältlich. In Deutschland gibt es 6 Sorten. Die Markteinführung erfolgte 2011 in Hamburg. Mittlerweile wird es in über 65 deutschen Städten angeboten.
- Produkte:
  - multi-v – lemon (Zitrone) mit vitamine c + calcium + zink
  - ignite – tropical citrus (Citrus) mit vitamine b + guarana
  - essential – orange-orange (Orange) mit vitamin c + calcium
  - power-c – dragonfruit (Drachenfrucht) mit vitamine c + b
  - defense – raspberry-apple (Himbeer-Apfel) mit vitamin c + zink
  - restore – fruit punch (Fruchtmix) mit vitamine b + kalium

Das  Glacéau Vitaminwater erreichte 2014 als „Wasser mit überflüssigen Vitaminzusätzen, teuer vermarktet wie Wundergetränke“ den dritten Rang bei der Vergabe des Goldenen Windbeutels von Foodwatch.

### Kinley
Bittergetränke, seit 1998; Bitter Lemon, früher unter anderem auch Apfel, nur im Gastronomiebereich: auch Club Soda und Tonic Water, exklusiv im Flugzeug: auch Ginger Ale.

### Mer
Nur in Schweden: Eine Limonade ohne Kohlensäure.
- Produkte:[13]
  - Mer Apelsin (Apfelsine)
  - Mer Päron (Birne)

### Minute Maid
Hieß bis August 2004 Cappy und besitzt eine andere Vertriebsstrategie als in den USA. Cappy ist in Österreich seit langem ein Gattungsname für Orangensaft und wurde daher dort beibehalten.
- Cappy (Marke für Orangen- und Apfelsäfte in Österreich)
- Cappy (Marke für Fruchtsäfte in der Türkei)
- Cappy/كابي (Marke für Fruchtsäfte aus Tulkarem im Westjordanland)
- Produkte in den USA:
  - Surge:
  - Minute Maid: Heart Wise, Multi-Vitamin, Active, Country Style, Extra Vitamins C&E plus Zinc, Home Squeezed Style + Calcium & Vitamin D, Kids+, Low Acid, Orange Passion, Orange Tangerine, Original, Original + Calcium, Pulp Free
  - Minute Maid Light: Orange Juice Beverage, Orangeade, Cherry Limeade, Lemonade, Pink Lemonade, Raspberry Lemonade, Lemonade Iced Tea, Limonada-Limeade, Cherry Limeade, Country Style Lemonade, Berry Punch, Citrus Punch, Fruit Punch, Grape Punch, Tropical Punch, Raspberry Passion, Orange Tangerine, Enhanced Pomegranate Blueberry, Apple Juice, Apple Strawberry, Apple White Grape, Grapefruit Juice, Fruit Medley, Grape, Fruit Punch, Mixed Berry, Orange Tropical, Cranberry Apple Raspberry, Cranberry Grape, Juice Cocktail, Ruby Red Grapefruit, Strawberry Raspberry, Lemon Juice
  - Minute Maid Breakfast Blends: Berry, Citrus, Tropical
  - Minute Maid Coolers: Pink Lemonade, Berry Punch, Tropical Punch, Fruit Punch, Clear Cherry, Orange Strawberry
  - Minute Maid Fruit Falls: Berry, Tropical
  - Minute Maid Just 10: Fruit Punch
  - HI-C: Blazin' Blueberry, Boppin Strawberry, Flashin' Fruit Punch, Grabbin' Grape, Orange Lava Burst, Poppin' Lemonade, Smashin' Wild Berry, Strawberry Kiwi Kraze, Torrential Tropical Punch, Wild Cherry, Blast Berry Blue, Blast Blue Waterlemon, Blast Frit Pow, Blast Fruit Punch, Blast Orange, Orange Supernova, Blast Raspberry Kiwi, Blast Strawberry, Blast Strawberry Kiwi, Blast Wild Berry
  - Five Alive
  - Bright & Early

- Produkte in Belgien:
  - Minute Maid Cocktails: Sunshine Cocktail, Nova Cocktail, Tatanka Cocktail, Rosita Cocktail, Bloody Cocktail, Caipirinha Cocktail, Tropic Cocktail, Pom Pom Cocktail, Fuego Cocktail, Sunrise Cocktail, Exotic Cocktail, Sunset Cocktail, Limelight Cocktail, Banango Cocktail, Red Cocktail, Rosas Cocktail, Icy Apple Cocktail, Coco Cocktails, Esquimau Cocktail, Colada Cocktail
  - Minute Maid Seven Fruits du Monde

### Römerquelle
Römerquelle ist eine österreichische Mineralwassermarke.

### Tumult
Fermentierte Limonade in den Sorten Feinherb (mit Malz) und Fruchtig (mit Fruchtsäften).
Nur in der Szenegastronomie erhältlich.

### Valser
Schweizer Mineralwasser aus Vals, im Besitz von Coca-Cola HBC, Vertrieb durch Coca-Cola HBC Schweiz AG.
- Produkte:
  - Classic
  - Naturell
  - Silence
  - Viva

### Inca Kola
Peruanisches Süßgetränk, eigentliches Konkurrenzprodukt zu Coca-Cola, seit 1999 zu 50 Prozent Besitz von Coca-Cola HBC.